# حديقة عين مضب
حديقة عين مضب تعرف أيضًا باسم حديقة عين مضب الكبريتية هي حديقة ومنبع معدني وموقع جذب سياحي تقع بالقرب من قرية الفجيرة التراثية شمال غرب مدينة الفجيرة، إمارة الفجيرة، الإمارات العربية المتحدة.وتعتبر حديقة عين مضب الكبريتية منتجعاً صحياً يقصده الناس للأغراض العلاجية، إذ تضم المنطقة ينابيع كبريتية بمياه دافئة ومعدنية، تقوم بعلاج العديد من أمراض الروماتيزم والبرد.
تقعُ الحديقة تحت سفوح جبال الحجر داخل مدينة الفجيرة. تتميّز الحديقة بالعُشب والأشجار التي يمكن التنزه تحتها. يصبّ مصدر الينابيع المعدنية على حافة المنتزه في بركتي سباحة. تبلغ مساحتها 39000 متر مربع وتم ترميمها في عام 2016.
في الحديقة مساحة كبيرة للأطفال، ومسابح مغلقة منفصلة أحدها للرجال والآخر للسيدات، ومسرح مفتوح مخصّص لإقامة الحفلات الترفيهية والعروض الفولكلورية بالتزامن مع مهرجانات الفجيرة، ويتسع لحوالي 400 متفرج. تبقى الحديقة مفتوحة يوميًا.